# 假镰叶虫实
假镰叶虫实（学名：Corispermum pseudofalcatum）是苋科虫实属的植物，是中国的特有植物。分布在中国大陆的西藏等地，生长于海拔3,800米的地区，目前尚未由人工引种栽培。